# Russell Motor Vehicle Company
Russell Motor Vehicle Company war ein US-amerikanischer Hersteller von Automobilen.

## Unternehmensgeschichte
E. L. Russell hatte 1902 einen Prototyp entwickelt. Im November desselben Jahres gründete er zusammen mit den Geschäftsleuten F. L. Langer und C. E. Thompson das Unternehmen. Der Sitz war in Cleveland in Ohio. Im Sommer 1903 begann die Produktion von Automobilen. Der Markenname lautete Russell. 1904 endete die Produktion. Insgesamt entstanden nur wenige Fahrzeuge.

## Fahrzeuge
Das Fahrzeug hatte einen kleinen Vierzylindermotor mit 6 PS Leistung. Er trieb über eine Kardanwelle die Hinterachse an. Der Aufbau war ein Stanhope mit Platz für zwei Personen. Der Neupreis betrug 800 US-Dollar.
Die Besonderheit war die Bedienung. Ein Hebel diente als Anlasser und zum Wählen der beiden Vorwärts- und des Rückwärtsgangs. Gelenkt wurde mit einem Lenkrad.